# Captcha smart top
Captcha smart top ou Captcha-Smart.top  é um site viral com spam, que introduz um vírus de computador em certos aparelhos.  O site engana o usuário com pop-ups que pedem autorização para certas tarefas, enviando notificações não-solicitadas ou até instalando programas maliciosos, como spywares e ransonware. 